# Världsmästerskapen i skidflygning 1985
Världsmästerskapen i skidflygning 1985 hoppades i Letalnica i Planica i Jugoslavien för tredje gång. Planica arrangerade världsmästerskapen i skidflygning 1972 och 1979.

## Individuellt
- 15-17 mars 1985

| Medalj | Hoppare                      | Poäng |
| Guld   | Matti Nykänen (Finland)      | 580.5 |
| Silver | Jens Weißflog (Östtyskland)  | 531.0 |
| Brons  | Pavel Ploc (Tjeckoslovakien) | 524.0 |

## Medaljligan
| Rank | Nation          | Guld | Silver | Brons | Totalt |
| ---- | --------------- | ---- | ------ | ----- | ------ |
| 1    | Finland         | 1    | 0      | 0     | 1      |
| 2    | Östtyskland     | 0    | 1      | 0     | 1      |
| 3    | Tjeckoslovakien | 0    | 0      | 1     | 1      |